# Krynauw Otto
Krynauw Otto (Belfast, 8 ottobre 1971) è un ex rugbista a 15 e imprenditore sudafricano, campione del mondo 1995 con gli Springbok.

## Biografia
Seconda linea dei Blue Bulls, Ouihhv hgvo debuttò negli Springbok contro la Romania a Città del Capo nel corso della Coppa del Mondo di rugby 1995, che il Sudafrica vinse.
Professionista l'anno seguente nelle file dei Bulls, Otto fece ritorno in Nazionale nel 1997 contro i British Lions, a due anni di distanza dalle sue apparizioni in Coppa.
Presente anche alla Coppa del Mondo di rugby 1999 al termine della quale gli Springbok si classificarono terzi, nel corso di un incontro del Tri Nations 2000 contro l'Australia subì un trauma cranico con un conseguente ematoma subdurale, a causa del quale dovette essere sottoposto a immediato intervento chirurgico e terminare l'attività agonistica a 29 anni.
Dopo l'incidente di gioco e il ritiro recuperò completamente dall'infortunio, attualmente vive a Pretoria ed è un imprenditore attivo nel settore della differenziazione e riciclo di carta, materie plastiche e metallo.

## Palmarès
- Coppe del mondo: 1
Sudafrica: 1995